# Isabelle Aubret
Isabelle Aubret, rojena kot Thérèse Coquerelle, je francoska pevka; * 27. julij 1938, Lille, Francija.
Isabelle Aubret je s pesmijo Un premier amour zmagala na Pesmi Evrovizije 1962 ter s tem prinesla Franciji tretjo evrovizijsko zmago. Leta 1968 je znova zastopala Francijo na Pesmi Evrovizije ter s pesmijo La source zasedla tretje mesto. 
Na nacionalnem izboru za evrovizijsko popevko je nastopila prvič že leta 1961 in dosegla s pesmijo Le gars de n'importe où drugo mesto. Na nacionalnih izborih je nastopila še leta 1976 in 1978.

## Diskografija
- 1969: Isabelle Aubret
- 1981: Liberté
- 1984: Le monde chante
- 1987: Vague à l'homme
- 1989: 1989
- 1990: Vivre en flèche
- 1990: Allez allez la vie (live concert album)
- 1991: In love
- 1992: Coups de cœur
- 1992: Isabelle Aubret chante Aragon
- 1993: Isabelle Aubret chante Ferrat
- 1993: C'est le bonheur
- 1995: Elle vous aime (kompilacija)
- 1995: Isabelle Aubret chante Brel
- 1997: Isabelle Aubret chante pour les petits et les grands
- 1997: Changer le monde
- 1999: Parisabelle
- 2001: Le paradis des musiciens
- 2001: Bobino 2001
- 2002: Cosette et Jean Valjean
- 2005: Les Indispensables
- 2006: 2006
- 2009: Ses plus belles chansons